# Guerre des Gugler
La guerre des Gugler a opposé en 1375 les mercenaires d'Enguerrand VII de Coucy, appelés Gugler, à des combattants de Suisse centrale, de Berne et du Seeland.

## Histoire
Enguerrand de Coucy, dans le but d'obtenir les territoires ayant appartenu à son grand-père maternel Léopold Ier d'Autriche mais qui sont passés à Léopold III et Albert III de Habsbourg, cousins de sa mère Catherine de Habsbourg, lève une armée de 22 000 hommes,.
Les hommes des comtes de Nidau et Kybourg et de l'évêque de Bâle laissent les Gugler traverser le Jura sans combattre. L'évêque de Bâle est soupçonné de trahison.
Les Gugler sont battus à Buttisholz, Anet et Fraubrunnen.
La ville et le pont d'Altreu sont détruits pendant la retraite des Gugler. Les Gugler sont également responsables de la destruction de l'abbaye de Fontaine-André, du château fort de Schauenburg et de l'église paroissiale Saint-Germain (tous deux à Lommiswil), ainsi que des incendies de Klus et de Wiedlisbach.

## Conséquences
À la suite de la mort de Rodolphe IV de Nidau, un conflit éclate entre d'un côté l'évêque de Bâle et de l'autre les Kybourg-Berthoud et les Thierstein pour la possession de la seigneurie de Nidau. Les Kybourg-Berthoud obtiennent notamment les seigneuries de Nidau et Strassberg qui seront remises en gage à Enguerrand de Coucy en 1387, ce qui provoque leur occupation par les villes de Berne et Soleure,.